# Mikea

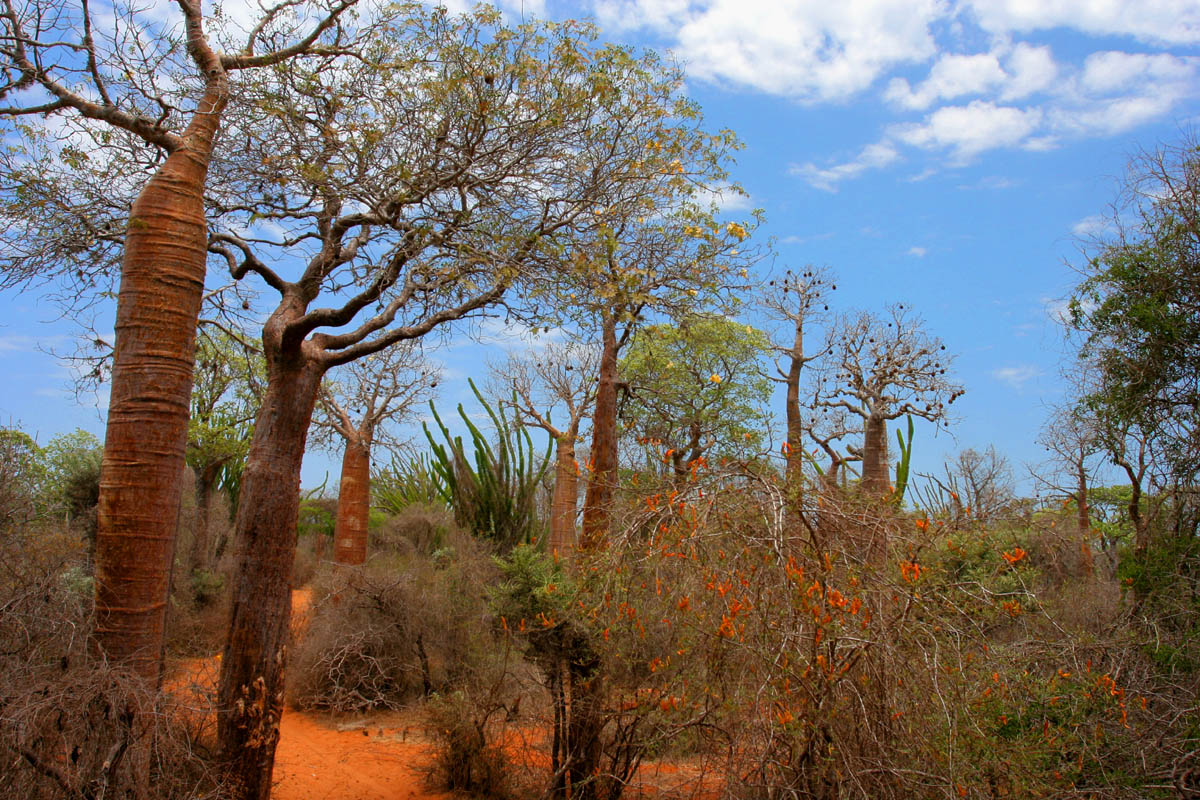
Foresta spinosa, Ifaty

I Mikea sono una popolazione in parte di cacciatori-raccoglitori che vive nella foresta di Mikea, una macchia di foresta spinosa mista e di foresta decidua secca, situata lungo la costa sud-occidentale del Madagascar, tra le città di Morombe e Tulear, i fiumi Mangoky a nord e Manomba a sud. In particolare le zone in cui sono concentrati sono quelle di Andravitsazo (comune di Ankililaoka), Anjabetrongo (comune di Analamisampy), Vorehe (comune di Basibasy) e Namonte (comune de Befandefa).  Nel Plan de Développement de la Population Autochtone Mikea pubblicato nel 2010 dal Ministero delle acque, foreste e ambiente del Madagascar, la popolazione Mikea è stata stimata in 923 abitanti, suddivisi in 180 famiglie, di cui 45 a Tanavao, 75 a Ankelilaly/Antanimena, 25 a Antampimbato/Bekofoka e 35 a Bedo.
Nel 2007 la parte settentrionale della foresta, compreso il lago salato Ihotry, è stata dichiarata dal governo zona ecologica protetta. Interdipendenti con i Mikea sono due gruppi di etnia sakalava che vivono nelle loro vicinanze: i pescatori Vezo sulla costa, e i contadini e pastori Masikoro sulla strada Toliara-Morombe. Con essi i Mikea commerciano i prodotti catturati o coltivati nella foresta. Molti Mikea si dedicano occasionalmente a lavori retribuiti come la custodia delle mandrie di zebù o la coltivazione dei campi di grano, e praticano attività miste di caccia e raccolta di frutti selvatici, allevamento di animali, pesca d'acqua dolce e produzione di manufatti destinati al commercio.

## Origini e identità etnica
Le ipotesi sulle origini e la provenienza di questa popolazione, e le stesse rappresentazioni della cultura Mikea, non sono univoche; i primi studi etnologici sulle popolazioni malgasce del Sud pubblicati negli anni Venti dal norvegese Emil Otto Birkel e altri realizzati a partire dagli anni Cinquanta del Novecento, hanno ipotizzato l'esistenza di un legame fra i Vazimba, gli abitanti originari di ceppo africano che si sarebbero insediati nell'isola prima dell'arrivo dei coloni proto-malgasci, e i Mikea, abitanti della foresta spinosa. Con essi avrebbero condiviso la stessa origine bantu.
Altri studiosi hanno invece collocato le origini storiche dei Mikea nel XVII secolo, periodo nel quale si sarebbero realizzati i primi insediamenti nella foresta di Mikea, ad opera di persone in fuga dalla dominazione delle dinastie Sakalava, e nei secoli successivi, da quelle coloniali e postcoloniali.
Un'ulteriore ricostruzione delle origini di questa popolazione, che in parte rappresenta una sintesi delle teorie sopraesposte, è quella presentata nel 2003 dal Ministero delle acque, foreste e ambiente del Madagascar, nel Quadro strategico per lo sviluppo delle popolazioni Mikea, in cui la storia degli abitanti della foresta viene ripercorsa attraverso l'individuazione di tre successive tappe di insediamento:
1. La prima ha per protagonisti gli abitanti ancestrali, i tompon'ala ("maestri della foresta")[15] o lampihazo ("incollati all'albero"[16]), sulla cui esistenza e provenienza non si avrebbero ancora prove certe;
2. La seconda ondata di insediamenti è collocata nel XVII secolo, e si sarebbe realizzata a seguito dell'affermazione della dinastia Andrevola sulle altre etnie, con la fuga di chi non voleva sottomettersi a tale dominio verso la foresta, avvertita come luogo di rifugio, sicurezza e sostentamento. Nei secoli successivi, altre guerre tribali e l'oppressione della dominazione coloniale (dal 1896) e postcoloniale (repressione della rivolta del 1947, tasse imposte durante la prima repubblica 1960-1972) avrebbero spinto gruppi di persone a rifugiarsi in quello stesso habitat. La comunità dei Mikea qui creatasi avrebbe mantenuto legami sociali e relazioni commerciali con i villaggi esterni alla foresta, sviluppandosi nel contempo in forme autonome; essa si sarebbe fondata sul rispetto per il lignaggio dei fondatori, su un'attività di sussistenza basata sulla caccia e sulla raccolta, sulla nozione di proprietà comune della foresta e su comuni pratiche religiose (bilo e soro).
3. L'ultima fase di insediamento sarebbe avvenuta negli anni Ottanta del Novecento, con il fenomeno migratorio legato alla coltivazione intensiva di mais, che spinse molte persone provenienti da altri paesi a stabilirsi in questa zona per guadagnarsi da vivere. I grandi mercati settimanali sorti lungo la Route National 9 (RN9), fra cui Vorehe, l'attività di evangelizzazione promossa da pastori luterani e il progressivo abbandono dell'economia di scambio avrebbero modificato lo stile di vita tradizionale degli originari Mikea, ma condotto nello stesso tempo alla "mikeizzazione" molti nuovi arrivati che avrebbero appreso l'arte di sopravvivere all'interno della foresta.[14]

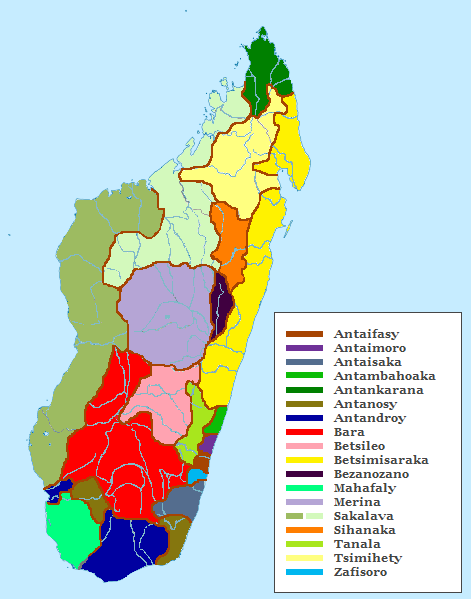
Distribuzione dei gruppi etnici malgasci

Sette anni dopo, nel Plan de Développement de la Population Autochtone Mikea (PDPA 2010) sarebbe del tutto scomparso ogni riferimento alla prima fase, e l'origine dei Mikea sarebbe stata ricondotta a quella dei vicini Masikoro e Vezo. L'importanza del documento del 2003 sta tuttavia nella sua premessa, fondata sul riconoscimento dei Mikea come "popolazione indigena", secondo la definizione stabilita nella Direttiva Operativa 4.20 della Banca Mondiale. I Mikea vengono descritti come "socialmente, economicamente e culturalmente diversi dalle altre etnie e tribù che costituiscono la società malgascia, vulnerabili, trascurati dalle amministrazioni che si sono succedute, senza mezzi per difendere le proprie terre", e per questo oggetto di specifici progetti di sostegno. Nel Quadro strategico del 2010 viene confermato che i Mikea hanno "una vita spirituale, culturale, sociale ed economica distinta, dipendente dalla terra e dalle risorse della foresta [...] La loro identità è riconosciuta dalle altre popolazioni come diversa da quella della società e della cultura dominante."
Il riconoscimento dell'indigenità di questa popolazione e delle sue prerogative ad essere, come tale, tutelata, è stata oggetto di discussione in alcuni studi, perché i criteri che la definiscono - primitivismo, tradizione e vulnerabilità - sono ritenuti fondati su una visione idealizzata di questa comunità, non corrispondente alla realtà. È stato notato come tali criteri possano rivelarsi controproducenti per questa popolazione, perché riconducono ad una condizione di "naturalità" la povertà materiale e l'emarginazione sociale da essa spesso sperimentata nel più ampio contesto sociale, e penalizzanti anche per le etnie residenti nelle zone contigue: pur vivendo spesso criticità simili a quelle dei Mikea, i Vezo e i Masikoro sono infatti stati esclusi dall'utilizzo delle risorse del nuovo Mikea National Park in quanto non ritenuti popolazioni "autoctone".
Altri studi hanno sottolineato, sulla scorta di ricerche condotte sul campo, la difficoltà di individuare connotazioni specifiche dei Mikea come etnia separata, o ne hanno messo in discussione la legittimità, dal punto di vista scientifico, di considerarli un gruppo a sé stante e uniforme. L'interazione con le popolazioni vicine, l'alto livello di mobilità, la molteplicità di attività svolte dentro e fuori la foresta e l'assenza di precise connotazioni fisiche e linguistiche, renderebbero problematico identificare i Mikea in maniera inequivocabile. Inoltre la condivisione della storia orale, di riti, cerimonie, dialetti con i loro vicini Masikoro e Vezo, indicherebbero una continuità culturale con queste popolazioni, e non una separazione etnica.
Più che essere legato a un'etnia specifica, il termine Mikea viene sempre più spesso usato per definire coloro che vivono nella foresta e adottano un particolare stile di vita. Alcuni studi sui Mikea ed altre etnie malgasce sottolineano come l'identità etnica non sia fondata solo sul lignaggio e sulla storia dei propri antenati, ma anche su elementi "mobili", come la residenza, lo stile di vita, l'attività economica di sussistenza, ossia su una combinazione di fattori sociali, ambientali ed economici flessibili. I Vezo, ad esempio, sono comunemente definiti come coloro che vivono sulla costa, utilizzando le risorse del mare; i Masikoro quelli che coltivano la terra e allevano bestiame nelle aree interne. I Mikea stessi risultano spesso suddivisi in tre tipologie, a seconda della prossimità geografica e dello stile di vita condiviso con le etnie vicine: i Vezo-Mikea impegnati principalmente nella pesca e nella raccolta di prodotti di mare; i Masikoro-Mikea che vivono di agricoltura; i Mikea veri e propri che abitano la foresta spinosa e si nutrono delle sue risorse: la dipendenza dai prodotti forestali per il sostentamento, e uno stile di vita strettamente legato alla terra e all'habitat forestale, costituirebbero il nucleo centrale della loro identità. Il Cadre Fonctionnel de Procédures de Sauvegarde pour le Projet de Création du Parc National Mikea redatto nel 2010 ne è una conferma, quando afferma che "Lo statuto di popolazione autoctona viene perso quando un individuo o una comunità abbandona la foresta e adotta lo stile di vita e la cultura del mondo esterno."
L'adesione del popolo delle foreste a uno stile di vita percepito dagli abitanti dei villaggi e delle città come ancestrale e primitivo ha contribuito a creare miti e miti e leggende sui Mikea, spesso descritti come nudi pigmei dalla pelle scura, i capelli crespi e un timore innato nei confronti degli estranei, per sfuggire i quali si celerebbero abilmente, fino quasi all'invisibilità, all'interno della foresta; alcune di queste leggende, che si richiamano alla relazione fra Vazimba e Mikea, sono diventate parte del canone storico nazionale e del curriculum di storia di generazioni di studenti malgasci.
Tuttavia gli abitanti della foresta sono anche oggetto di stigma sociale, in riferimento alla loro immagine di nomadi primitivi isolati o incivili; per questa ragione molti di loro rifiutano di essere chiamati o di autodefinirsi Mikea.

## Società

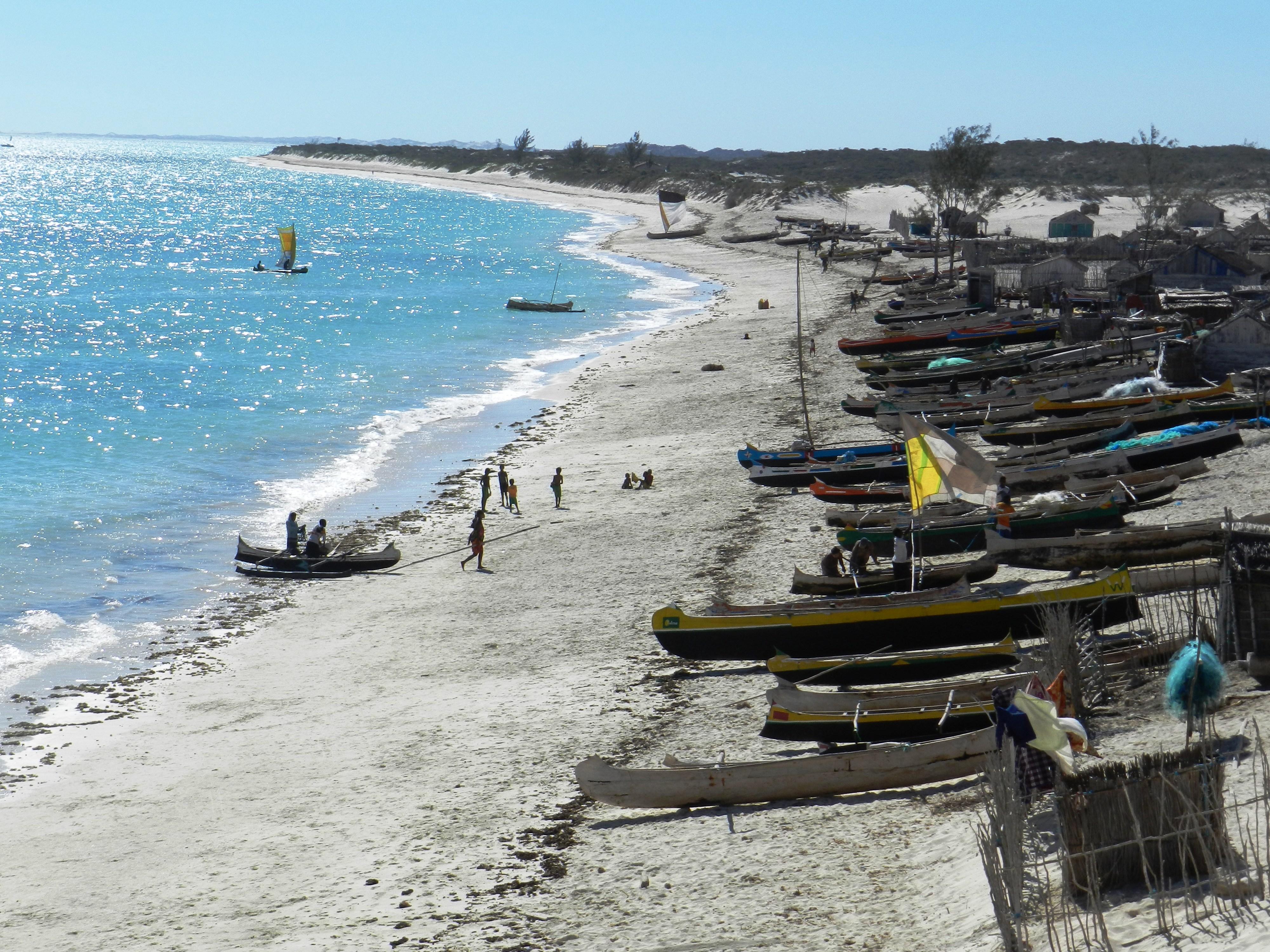
Villaggio Vezo. Ambatomilo

La società dei Mikea è di tipo patrilineare. Gli insediamenti dei Mikea sono in genere costituiti da gruppi familiari, e per lo più consistono in una coppia di anziani, i loro figli sposati e le loro mogli, i nipoti di questi matrimoni e i figli non sposati, di qualsiasi età, della coppia più anziana. Le donne in genere dopo il matrimonio si trasferiscono nell'accampamento della famiglia del marito. Dopo che l'aspirante sposo riceve il consenso del padre della ragazza tramite richiesta avanzata dal genitore o dal fratello, le due famiglie si incontrano. Secondo alcuni studiosi al padre della sposa viene consegnato un animale o un equivalente in denaro. I figli sono legittimati attraverso il conferimento di regali da parte del marito ai genitori della moglie. La relazione tra il fratello della moglie (renilahy "madre maschio") e i suoi figli possono essere molto forti nei matrimoni Mikea; lo zio adotta comunemente bambini che il marito della sorella non ha legittimato. Sia il marito che la moglie hanno il diritto di divorziare in qualsiasi momento e risposarsi. Si pratica anche la poligamia.
Un "consiglio dei saggi" composto dai capifamiglia assume le decisioni che riguardano l'interesse di tutto il villaggio.
Nel 1991 circa 1.500 malgasci vivevano secondo lo stile di vita dei Mikea, principalmente intorno alla foresta di Mikea. Negli anni Cinquanta il numero ammontava solo a poche centinaia, suggerendo quindi che la crescita della popolazione si sarebbe concentrata nei decenni successivi. Nel 2010 il Ministero delle acque, foreste e ambiente del Madagascar nel Plan de Développement de la Population Autochtone Mikea ha stimato la popolazione Mikea in 923 abitanti, suddivisi in 180 famiglie, di cui 45 a Tanavao, 75 a Ankelilaly/Antanimena, 25 a Antampimbato/Bekofoka e 35 a Bedo. Tuttavia, il numero di persone che vivono all'interno dell'area forestale è difficile da stimare con precisione, poiché l'etichetta "Mikea" è molto flessibile e spesso il numero di residenti nell'area censita può variare a seconda della stagionalità e della presenza o meno di sufficienti risorse di sussistenza.

### Tipologie di insediamento

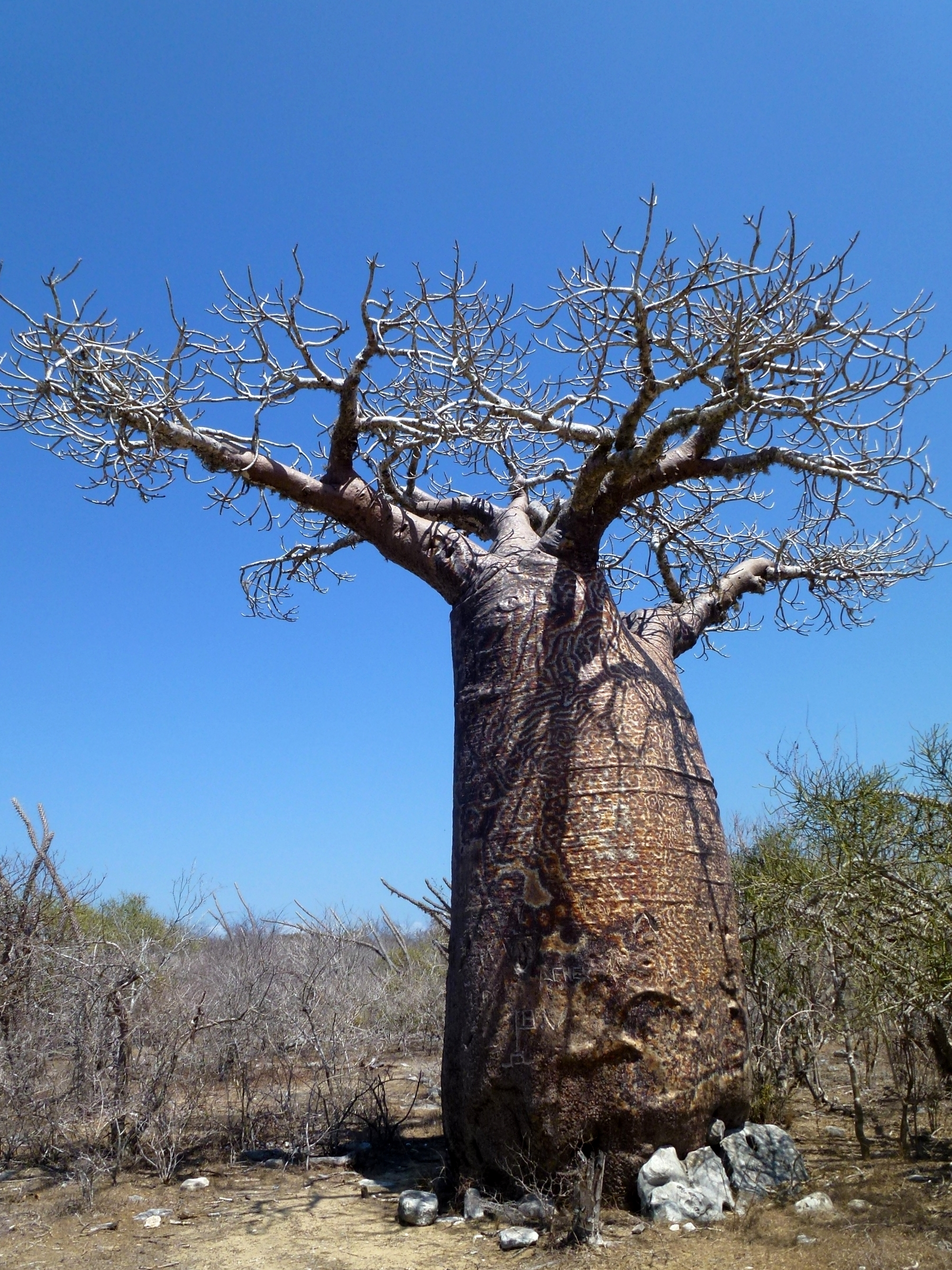
Baobab, Ambohitrabo

L'habitat e l'organizzazione sociale dei Mikea possono variare da una comunità all'altra. Alcuni individui rimangono nella foresta per tutta la vita, mentre altri per determinati periodi si trasferiscono nei villaggi vicini o in città. Nutrendosi prevalentemente delle risorse della foresta, i Mikea hanno spesso la necessità di spostarsi in una nuova zona quando queste, ad esempio i tuberi, si esauriscono. Durante la stagione delle piogge (litsake, da dicembre a inizio aprile) vivono di caccia - specie di maiali e lemuri selvatici - e di raccolta di tuberi, cercando di accumulare più risorse possibili. Da luglio a novembre la sola fonte d'acqua consiste in un tubero, il babo.
Gli insediamenti Mikea possono essere di tre tipi: il villaggio stanziale nella foresta, i villaggi stagionali, l'accampamento per il foraggiamento.
Il villaggio stanziale è di solito composto da 3-20 case a forma quadrata situate vicino ai campi di mais, e comprende due o più gruppi di famiglie patrilineari. Le case sono di circa cinque metri quadrati di superficie, e vanno da uno a due metri di altezza. Sono ricoperte di canne (è il materiale più solido, ma non si trova nella foresta), corteccia (facile da acquisire, ma richiede molta manutenzione, e rischia di diventare pasto per le capre), o erba (ha il difetto di attrarre gli scarafaggi). I tetti sono in genere di corteccia di baobab, rinforzati da erba. Per raccogliere il materiale e costruire una casa i Mikea impiegano circa una-due settimane. La ricerca di risorse commestibili, specialmente i tuberi selvatici, è un'attività quotidiana in questi insediamenti, che rimangono occupati in media da tre a cinque anni. Con lo spostamento del villaggio, anche le strutture delle case possono essere trasferite e riutilizzate. Una struttura comune all'interno dei villaggi è il kitrely, una piattaforma rialzata fino a due metri da terra, costruita vicino alle porte anteriori delle case, destinata al deposito di mais e attrezzi e a fornire uno spazio d'ombra per il lavoro e per le attività sociali. Sotto il kitrely può trovare posto il focolare esterno, mentre quello interno, usato per cucinare il cibo e fornire calore per la notte, è normalmente situato a sinistra della porta di entrata della casa. La parete frontale del focolare è inclinata verso l'esterno nella parte inferiore, per indirizzare il fumo verso l'alto e farlo uscire verso le crepe del muro e il tetto.
I villaggi stagionali sono villaggi occupati solo per determinati periodi, e non sono pensati come residenza principale, anche se molti insediamenti hanno iniziato la loro vita come villaggi stagionali. Sono costituiti da un numero inferiore di case, di diversa fattezza, dotate di focolari interni ed esterni, ma meno piattaforme kitrely.
Gli accampamenti di foraggiamento sono quelli in cui le famiglie, o parte di esse, si trasferiscono nei periodi in cui è necessario provvedere all'approvvigionamento di cibo. La maggior parte delle famiglie Mikea pratica il foraggiamento nomade (mihemotse) per almeno alcune settimane all'anno. Gli accampamenti, in genere non molto distanti dal villaggio stanziale, sono situati nei pressi delle zone più ricche di cacciagione. Sono quasi privi di strutture, e per lo più costituiti da modeste tettoie che fungono da protezione per il sole e il vento, delle stuoie su cui dormire, pochi effetti personali che vengono appesi agli alberi.

### Pratiche religiose
Come la maggior parte dei malgasci, il sistema di credenze spirituali Mikea ruota intorno al rispetto per gli antenati. Essi condividono la comune credenza malgascia in un dio creatore, chiamato Zanahary o Andriamanitra (letteralmente Il principe profumato), ma sono gli antenati i veri intermediari tra gli uomini e il mondo soprannaturale. Ad essi si affidano per ricevere protezione, attraverso riti ed offerte. In alcuni villaggi è presente, in uno spazio comune di terra battuta, un lungo palo chiamato hazomanga, intorno al quale si svolgono diversi riti, come i sacrifici di zebù e le circoncisioni. In queste cerimonie il rum assume un forte significato spirituale e simbolico. Ci sono altri luoghi della foresta in cui si ritiene abbiano dimora gli spiriti ancestrali; possono essere alberi sacri (in genere una sorta di baobab, delle specie Adansonia fony, o un albero di tamarindo), o pietre. Comune ad altre etnie del Sud è la credenza in particolari spiriti, chiamati koko (o kokolampi) che vegliano sui bambini. Come le popolazioni vicine, i Mikea praticano i riti di passaggio ("pression par le koko" a tre mesi, primo taglio dei capelli, circoncisione (savatse), halatse) e i riti di possessione (bilo, tromba).. Durante queste cerimonie svolge un ruolo importante il saggio o stregone, ombiasy, che interpreta la volontà degli antenati e degli spiriti.  Alcuni praticano anche la divinazione (sikidy) e forniscono consigli spirituali sui giorni migliori o sui luoghi in cui cacciare, piantare, spostare l'accampamento e su altri eventi della vita quotidiana.

## Cultura
In termini di sistema di sussistenza e modelli di insediamento i Mikea condividono molte caratteristiche con altre popolazioni di cacciatori-raccoglitori che vivono in ambiente semiarido. Dal punto di vista culturale, religioso e linguistico, non si differenziano dai vicini Vezo e Masikoro e dal clan agricolo dei Sakalava; solo la fonte tradizionale di sostentamento distingue i tre gruppi. La comunicazione con gli antenati, il rispetto degli anziani, i vari tipi di cerimonie per la guarigione e per contrassegnare riti di passaggio (bilo, savatse, soro), anche se possono cambiare denominazione a seconda del dialetto regionale, risultano documentati come pratiche comuni in tutto il sud-ovest e in tutto il Madagascar.
Il Plan de Développement de la Population Autochtone Mikea individua la specificità culturale di questa popolazione nel "misticismo come mezzo per preservare la loro identità dall'intrusione degli stranieri", un misticismo fondato sulla credenza in esseri soprannaturali (Tsiokakoke, Ndranohisatse, Koko, Lampihazo) usati come strumento per impaurire gli intrusi e divenuto nello stesso tempo un elemento culturale specifico attraverso i riti di passaggio a cui ciascun membro della comunità deve sottoporsi.

### Danza e musica
La musica è una parte significativa della vita sociale e spirituale di Mikea. Canzoni specifiche sono associate a una vasta gamma di eventi e cerimonie della vita: matrimoni e funerali, rituali magici di guarigione, cerimonie di circoncisione e di possessione degli spiriti. La maggior parte della musica è vocale; per le percussioni vengono usati diversi strumenti, dal djembe al langoro. Vengono anche utilizzati come strumenti conchiglie e il jejy lava (strumento a corda ricavato da una zucca e suonato con un arco), sempre più rari in Madagascar. Altri strumenti particolari sono la cetra di legno marovany e la cetra di bambù valiha, usati per alcuni rituali sacri che invocano gli antenati. Molte canzoni sono accompagnate da specifici balli. Secondo lo studioso Stiles, i Mikea sono gli unici nell'isola ad usare il kilangaa, uno xilofono composto di sette pezzi di legno. Essi sarebbero anche noti per usare denti e capelli umani nella fabbricazione di maschere, ritenute una rarità in Madagascar.

## Lingua
La lingua malgascia fa parte della famiglia delle lingue austronesiane, maleo-polinesiache. Condivide circa 90% del vocabolario con la lingua ma'anyan, parlata nella zona del fiume Barito nel Borneo meridionale. Ethnologue raccoglie undici sottodivisioni della lingua malgascia, distinte per area geografica ed etnia dei parlanti. Si possono distinguere due dialetti Mikea, mutuati da quelli dei loro vicini: i Mikea che vivono nella parte occidentale, lungo la costa, parlano il dialetto vezo; quelli della parte orientale, il dialetto Masikoro.
Alcuni studiosi hanno attribuito al dialetto di questa zona una grande influenza delle lingue bantu, rilevatrice dei contatti avvenuti nell'isola fra popolazioni africane e asiatiche. La teoria secondo cui potrebbero esserci residui di una lingua Vazimba nella parlata dei Mikea non ha trovato riscontri sufficienti.

## Economia

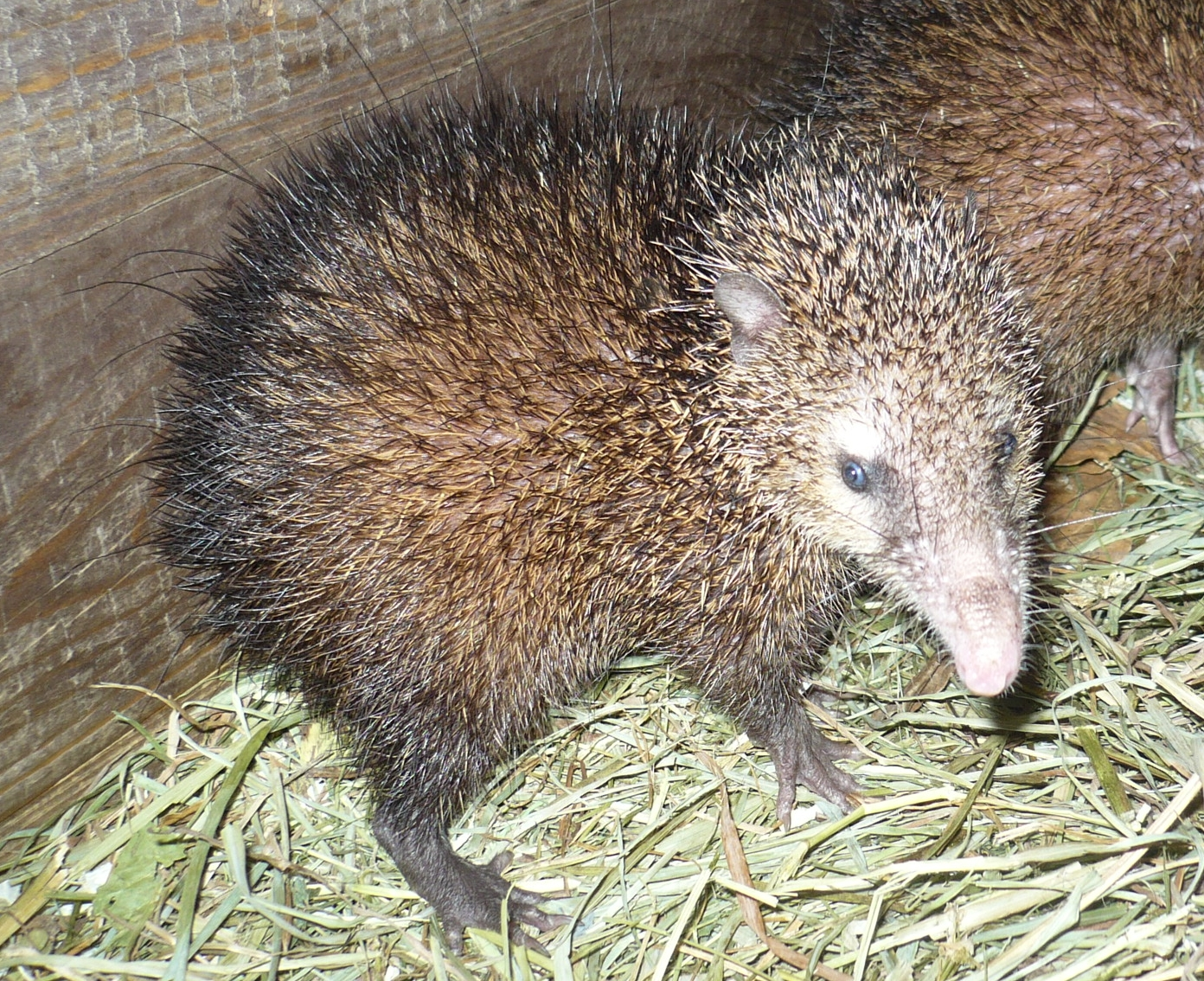
Tenrec, uno degli animali di cui si nutrono i Mikea

Le condizioni aride della foresta spinosa e l'assenza di acque superficiali durante la stagione secca (maggio-ottobre), influenzano gran parte delle attività economiche dei Mikea. Quasi tutto ciò che consumano proviene dal loro habitat, un misto di foresta secca e decidua, con macchie di arbusti spinosi, alberi di baobab, campi di mais tagliati e bruciati e radure colonizzate da erbe e ridotte a savana. I Mikea coltivano mais e manioca utilizzando la pratica del debbio (hatsaky), di recente vietata perché ritenuta una delle cause della deforestazione. I campi di mais vengono raccolti a marzo-aprile, tagliati a luglio e agosto, bruciati in ottobre, riseminati a fine novembre o dicembre, quando le piogge cominciano a cadere. L'eccedenza viene in parte venduta, in parte conservata e in parte destinata alla semina per l'anno successivo. Non sembra esistere una divisione di lavoro fra i sessi: entrambi partecipano a tutte le attività di sussistenza.
L'alimento di base è un igname selvatico, chiamato ovy (genere Dioscorea, Discorea acuminata). Un altro tubero, babo (Discorea bemandry) viene utilizzato per il suo contenuto di acqua, in particolare durante la stagione secca. Adulti e bambini di entrambi i sessi lavorano per scavare usando un bastone da scavo a punta di metallo (antsoro) e una ciotola da scavo (kipao). Il tubero ovy viene arrostito o bollito prima di essere mangiato, mentre è consumato crudo l'acquoso babo (o babooho), la cui acqua è usata per bollire altri cibi; il tubero tavolo (Tacca pinnatifida) viene essiccato e macinato per fare una farina venduta nei mercati dei villaggi. I Mikea raccolgono anche frutti di bosco, bacche, noci e miele; quest'ultimo è una fonte di reddito particolarmente importante durante la stagione delle piogge.
Per ottenere acqua durante la stagione secca viene consumato il liquido contenuto nei tuberi babo o si ricorre a pozzi naturali o pubblici, dai quali viene trasportata al villaggio tramite taniche o carri trainati da zebù; durante la stagione delle piogge i Mikea convogliano la pioggia caduta nei tetti delle loro case usando tronchi scavati.

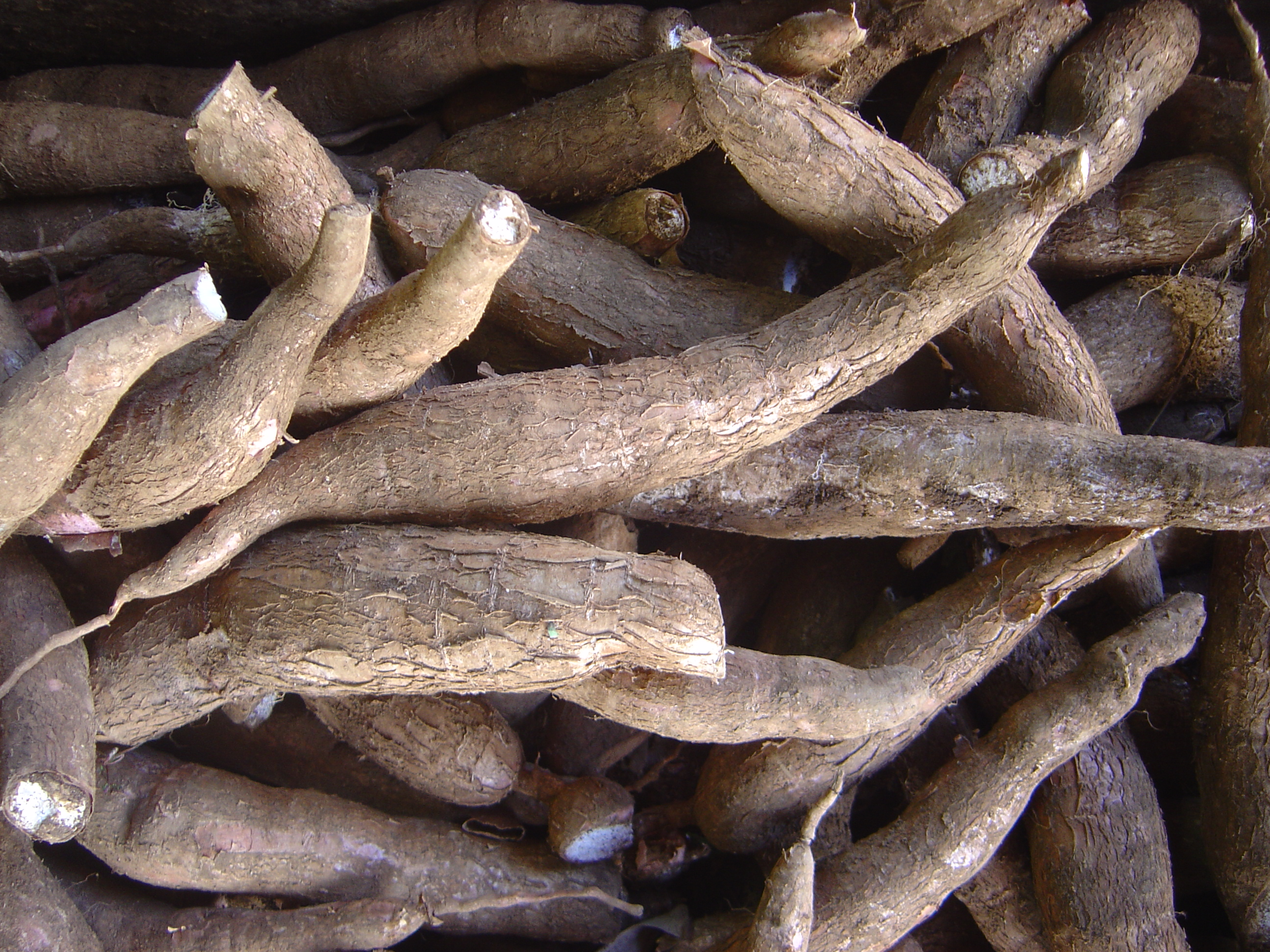
Radici di manioca

Le principali fonti proteiche della loro alimentazione includono uccelli e tenrec, piccoli animali simili a ricci (le tre specie più comuni sono il Tenrec ecaudatus, Echinops telfairi, Setifer setosus) che vengono uccisi con un bastone dalla lancia appuntita.  In misura minore cacciano o catturano anche due o tre specie di lemuri, gatti e cinghiali selvatici, tartarughe e roditori; non sembra vi sia l'uso di trattare le pelli.
I Mikea vivono in una relazione simbiotica con i vicini contadini e pastori Masikoro e i pescatori Vezo. Con questi ultimi scambiano miele e tuberi con pesce e sale; con i Masikoro barattano le loro risorse con tabacco, rum (necessario per le cerimonie) e oggetti in ferro come asce, coltelli e punte di lancia. Anche se vivono principalmente di cibo trovato nella foresta, i Mikea praticano l'agricoltura stagionale e piccole forme di commercio. Vendono nei mercati settimanali dei villaggi vicini i prodotti ricavati della foresta, le stuoie tessute e gli animali che allevano (capre, polli e faraone), per ottenere in cambio le risorse che non possono produrre, come vestiti e medicine. Alcuni Mikea migrano per periodi di tempo, specie nella stagione delle piogge, per lavorare nei villaggi vicini, dove vengono impiegati per raccogliere il mais o proteggere le mandrie di zebù dei villaggi. Occasionalmente possono possedere qualche zebù; questi animali vengono utilizzati nelle cerimonie sacrificali, più che costituire un alimento.
I Mikea usano condividere il cibo fra di loro, ma non quello a cui tutti possono avere accesso, come mais, manioca e tuberi selvatici. Ciò che condividono è la carne: gli animali vengono macellati da una sola famiglia alla volta, e la carne divisa fra tutto il villaggio.
La deforestazione e la crescita della popolazione stanno mettendo a dura prova la disponibilità di risorse naturali della foresta Mikea. Inoltre, facendo sempre più ricorso a beni che non possono produrre autonomamente (strumenti di metallo, vestiti o stoffe, tabacco, riso, sale e rum), i Mikea hanno bisogno di disporre di denaro per il loro acquisto, e ciò comporta un impegno sempre maggiore con l'economia esterna attraverso il lavoro salariato e il commercio. Anche la mancanza di accesso ai servizi sociali come l'istruzione e l'assistenza sanitaria sta minando le loro condizioni di vita: la percentuale di malattie come la tubercolosi, la lebbra e le malattie della pelle è più alta che altrove.